# Лаккон
Лаккон, или Лакконский джамоат (тадж. Ҷамоати деҳоти Лаккон) — сельская община (джамоат) в Исфаринском районе Согдийской области Республики Таджикистан.

## География и климат
Община расположена в предгорьях Туркестанского хребта в Ферганской долине на стыке двух соседних государств — Узбекистана и Киргизии. Расстояние от центра общины (джамоата) до центра района (г. Исфара) — 24 км. Климат сухой континентальный, большинство земель обрабатываются поливным способом из-за полупустынного климата.

## Медицина
Здесь находится одна из двух крупных психиатрических лечебниц республики.

## Населённые пункты
| № | Название | Прежние названия | Население, 2017 |
| - | -------- | ---------------- | --------------- |
| 1 | Дахана   |                  | 463             |
| 2 | Лаккон   | Лакканд, Ляккан  | 7247            |

## Образование
В джамоате Лаккон функционируют две школы: Средняя общеобразовательная школа № 39 (директор — Тошбоев Фуркатжон) и Средняя общеобразовательная школа № 54 (директор —Тешаева Махбубахон).

## Экономика
Основными объектами экономического развития Лаккона являются орошаемые земли, рудник «Лаккон» и шахта по добыче открытым способом природного углеводорода — озокерита, применяемого в промышленности. Но в данный момент рудник и шахта интенсивно не используются.

## Мины
В 2000—2001 годах сотрудниками силовых структур Узбекистана была заминирована большая часть узбекско-таджикской границы. При этом карта заминированной местности держалась в полной секретности, а в абсолютном большинстве приграничных мест отсутствуют знаки, предупреждающие людей о минной угрозе. Лаккон расположен в опасной близости с границей Узбекистана, на котором расположены минные поля. За прошедшие девять лет в Лакконе двенадцать человек получили различные увечья, подорвавшись на минах. Семеро из них скончались. На отзывы граждан[что?] в Душанбе обещали помочь.